# 魚町 (岡崎市)
魚町（うおまち）は、愛知県岡崎市の町名。現行行政地名は魚町1丁目と丁目無しの魚町。

## 地理
岡崎市の西部に位置し、中心街の一角に相応する。

### 番地
| - 10 - 11 - 12 - 14 - 16 - 17 - 21 | - 22 - 24 - 26 - 27 - 29 - 30 - 31 | - 32 - 33 - 34 - 35 - 53 - 58 |

## 世帯数と人口
2019年（令和元年）5月1日現在の世帯数と人口は以下の通りである。
| 町丁 | 世帯数 | 人口  |
| ---- | ------ | ----- |
| 魚町 | 92世帯 | 212人 |

### 人口の変遷
国勢調査による人口の推移
| 1995年（平成7年）  | 266人 | [ 5 ] |  |
| 2000年（平成12年） | 268人 | [ 6 ] |  |
| 2005年（平成17年） | 232人 | [ 7 ] |  |
| 2010年（平成22年） | 236人 | [ 8 ] |  |
| 2015年（平成27年） | 215人 | [ 9 ] |  |

## 小・中学校の学区
市立小・中学校に通う場合、学区は以下の通りとなる。
| 番・番地等 | 小学校             | 中学校             | 高等学校 |
| ---------- | ------------------ | ------------------ | -------- |
| 全域       | 岡崎市立連尺小学校 | 岡崎市立城北中学校 | 三河学区 |

## 歴史
額田郡岡崎魚町を前身とする。

### 沿革
- 1878年（明治11年）12月28日 - 岡崎下肴町と岡崎玉崎町が合併し、岡崎魚町となる[11]。
- 1889年（明治22年）10月1日 - 町村制施行に伴い、岡崎横町・岡崎亀井町・岡崎久右衛門町・岡崎魚町・岡崎康生町・岡崎材木町・岡崎十王町・岡崎松本町・岡崎上肴町・岡崎伝馬町・岡崎田町・岡崎唐沢町・岡崎島町・岡崎投町・岡崎能見町・岡崎八幡町・岡崎板屋町・岡崎福寿町・岡崎門前町・岡崎祐金町・岡崎裏町・岡崎両町・岡崎連尺町・岡崎六地蔵町・岡崎籠田町・菅生村・中村・梅園村・八帖村・六供村が合併し、岡崎町大字魚となる[11]。
- 1916年（大正5年）7月1日 - 市制施行に伴い、岡崎市大字魚となる[12]。
- 1917年（大正6年）7月1日 - 魚町に改称[12]。
- 1933年（昭和8年）11月5日 - 一部が西魚町となる[12]。
- 1957年（昭和32年）11月15日 - 康生町・材木町の各一部を編入し1丁目を新設。一部が康生通西3〜4丁目・材木町2〜3丁目・西魚町となる[12]。

### 史跡
- 大林寺
  - 松平清康墓
  - 松平広忠墓

## 交通
- 都市計画道路岡崎環状線[13]
- 城門通り

## 施設
- 岡崎女子短期大学付属嫩幼稚園
- 連尺学区市民ホーム
- 白山神社
- 光善寺
- 安養院
- 徳實院

## ギャラリー
- 白山神社
- 連尺学区市民ホーム
- 大林寺

## その他

### 日本郵便
- 郵便番号 : 444-0058[3]（集配局：岡崎郵便局[14]）。

## 参考資料
- 「角川日本地名大辞典」編纂委員会 編『角川日本地名大辞典 23 愛知県』角川書店、1989年3月8日。ISBN 4-04-001230-5。
- 有限会社平凡社地方資料センター 編『日本歴史地名体系第23巻 愛知県の地名』平凡社、1981年。ISBN 4-582-49023-9。
- 新編岡崎市史編さん委員会 編『新編岡崎市史 総集編 20』1993年。